# La Danse des bombes

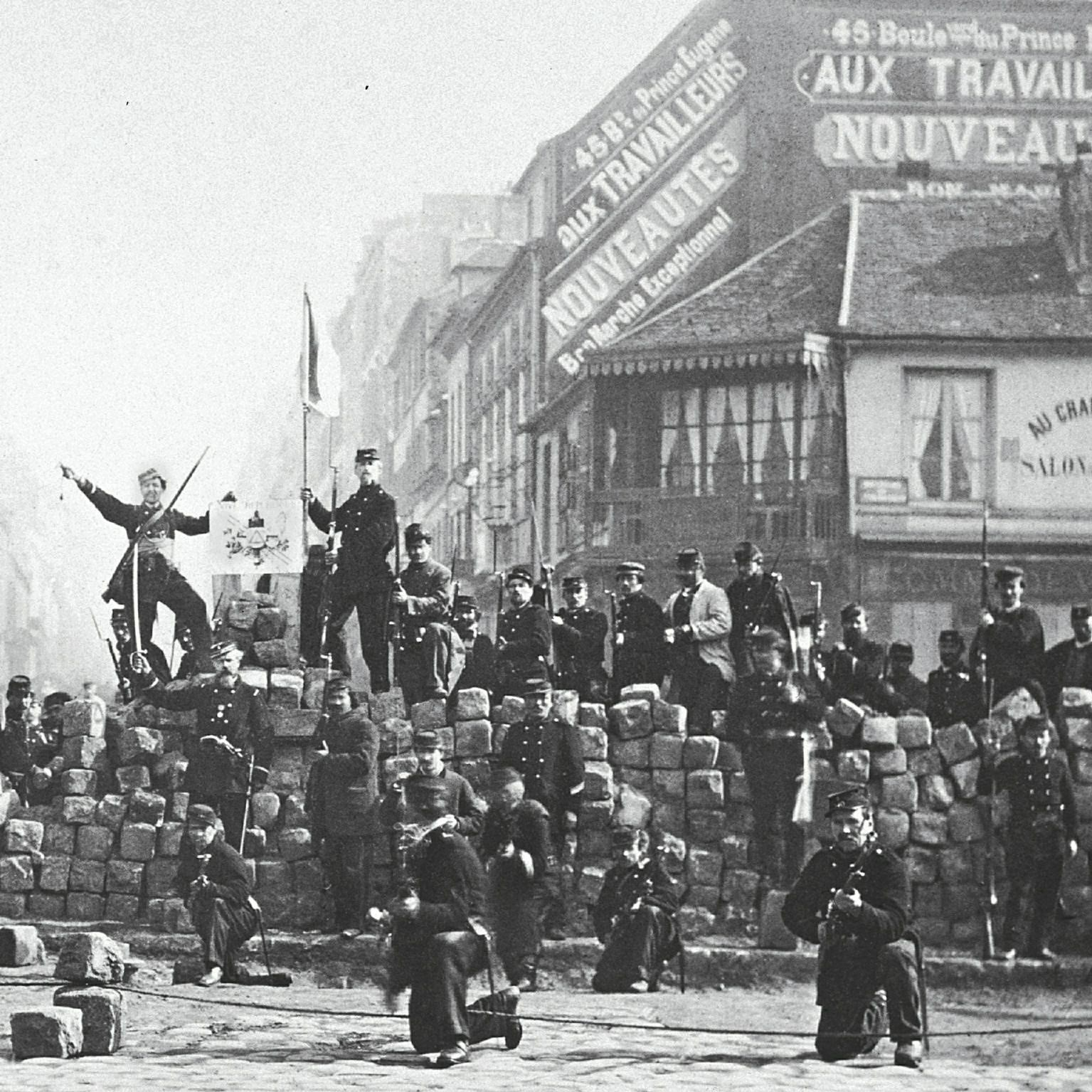
Commune de Paris barricade de la Chaussée Ménilmontant le 18 mars 1871

La Danse des bombes est une chanson révolutionnaire dont les paroles sont dues à Louise Michel, parue en 1871.

## Présentation
Inachevé, le texte est inspiré par les événements de la Commune de Paris. Il a été publié pour la première fois, en russe, en 1947. Il est probable que Louise Michel l'a conçu pour être chanté sur l'air de La Marseillaise. Par une mention marginale, elle dédie le manuscrit : « à mes frères les déportés ».
Daté d'avril 1871, le poème ferait précisément référence au soulèvement du 18 mars 1871.
Mis en musique par Michèle Bernard dans Cantate pour Louise Michel, 2007.